# Neosho Rapids, Kansas
Neosho Rapids, Kansas (енгл. Neosho Rapids) град је у америчкој савезној држави Канзас.

## Демографија
По попису из 2010. године број становника је 265, што је 9 (-3,3%) становника мање него 2000. године.
| Група             | 2000.       | 2010.       |
| Белци             | 262 (95,6%) | 251 (94,7%) |
| Афроамериканци    | 5 (1,8%)    | 0 (0,0%)    |
| Азијати           | 0 (0,0%)    | 0 (0,0%)    |
| Хиспаноамериканци | 6 (2,2%)    | 9 (3,4%)    |
| Укупно            | 274         | 265         |